# 테스 하퍼
테스 하퍼(Tess Harper, 1950년 8월 15일 ~ )는 미국의 배우이다.

## 출연 작품
- 버든 (2018년)
- 안녕, 프랭크 (2014년)
- 프랭크 (2014년) - 프랭크 모 역
- 사랑과 영혼 2016 (2013년)
- 선라이트 주니어 (2013년) - 캐슬린 역
- 베리드 (2010년)
- 밸런싱 더 북스 (2009년)
- 세이빙 사라 케인 (2007년)
- 노인을 위한 나라는 없다 (2007년) - 에드의 아내, 로레타 벨 역
- 잼 (2006년) - 루디 역
- 브로큰 (2006, Broken)
- 브로큰 브리짓스 (2006년)
- 칼라 (2005년) - 몰리 체호윅즈 역
- 로저헤드 (2005년) - 엘리자베스 역
- 잭 & 바비 (2004년)
- 인 크라우드 (2000년) - 닥터 아만다 자일스 역
- 자칼 (1997년) - 영부인 역
- 더티 론드리 (1996년)
- 기억의 저편 (1996년)
- 데스 인 스몰 도지스 (1995년)
- 마이 뉴 건 (1992년)
- 터닝 (1992년)
- 마이 히어로스 해브 올에이스 빈 카우보이스 (1991년)
- 대니의 질투 (1991년)
- 죽음의 강 (1989년)
- 미궁 속의 알리바이 (1989년)
- 영광의 계단 (1989년)
- 미네소타 내 사랑 (1988년)
- 크리미날 로 (1988년)
- 사막 탈출 (1987년)
- 크라임 오브 하트 (1986년)
- 레클스 디스리가드 (1985년)
- 작은 친구들 (1985년)
- 후레쉬포인트 (1984년)
- 욕망의 그림자 (1984년)
- 텐더 머시스 (1983년)
- 스타플라이트 (1983년)
- 아미티빌 3 (1983년)
- 메릴스트립의실크우드 (1983년)
- FBI 기동 타격대 5 (1992년)

### 텔레비전
- 크래쉬 시즌2
- 브레이킹 배드 (2008-10) - 다이앤 핑크맨 역
- 그레이 아나토미 (2010) - 팸 넬슨 역